# Стари Сонч
Стари Сонч (на полски: Stary Sącz) е град в Южна Полша, Малополско войводство, Новосончки окръг. Административен център е на градско-селската Старосончка община. Заема площ от 15 км2.

## Население
Според данни от полската Централна статистическа служба, към 1 януари 2014 г. населението на града възлиза на 9 107 души. Гъстотата е 607 души/км2.